# Franciszek Szymiczek
Franciszek Szymiczek ps. „Braun” (ur. 16 lipca 1911 w Opolu, zm. 28 czerwca 1987 w Katowicach) – historyk, działacz społeczny, polityczny i związkowy, członek towarzystw naukowych, dyrektor Biblioteki Głównej Śląskiej Akademii Medycznej w Katowicach. 

## Życiorys
Urodził się w rodzinie robotniczej Józefa i Wiktorii z domu Schneider. Jego żoną była Dorota Mroszcz. Miał dwoje dzieci: Wojciecha i Izabelę. 
Do szkoły powszechnej uczęszczał w Gliwicach, a od 1922 r. w Katowicach gdzie ukończył Państwowe Gimnazjum Klasyczne im. Adama Mickiewicza. W 1931 roku podjął studia na Wydziale Filozoficznym Uniwersytetu Jagiellońskiego w Krakowie. Studiował historię oraz filologię germańską i nauki o Polsce współczesnej. W czasie studiów odbył praktykę biblioteczną u Adama Bara w Bibliotece Jagiellońskiej. W 1936 roku uzyskał tytuł magistra. 
Po ukończeniu studiów pracował w Muzeum Śląskim w Katowicach w latach 1936-1937 gdzie był zatrudniony jako kontraktowy adiunkt administracyjny. W 1937 roku przeszedł do Śląskiej Biblioteki Publicznej im. Józefa Piłsudskiego w Katowicach, na stanowisko kontraktowego asystenta bibliotecznego. Po wybuchu wojny ukrywał się przez pewien czas. W maju 1940 roku podjął pracę w fabryce obuwia „Bata” w Chełmku, a później w innych firmach na terenie Chrzanowa. Władze oświatowe po wyzwoleniu powierzyły mu zarząd nad Domem Oświatowym Towarzystwa Czytelni Ludowych w Katowicach, gdzie miała siedzibę Śląska Biblioteka Publiczna. W Bibliotece zajął się także zabezpieczeniem pozostawionych zbiorów poniemieckich. Tą samą działalność prowadził również w latach 1947-1963, kiedy był kierownikiem Zbiornicy Księgozbiorów Zabezpieczonych w Katowicach.  
Prowadził własne prace badawcze, doktoryzował się na Uniwersytecie Jagiellońskim w 1949 roku.  
Po rezygnacji z pracy w Bibliotece Śląskiej prowadził w latach 1958-1960 Biuro Historyczne przy Zarządzie Okręgowym ZBoWiD w Katowicach. Został dyrektorem Biblioteki Głównej Śląskiej Akademii Medycznej (1961-1975). Z pracą administracyjno-biblioteczną umiejętnie łączył działalność naukowo-badawczą i popularyzatorską. Jego dorobek naukowy liczy ponad 400 pozycji. Był autorem biogramów działaczy śląskich. Część z nich została zamieszczona w Polskim Słowniku Biograficznym i Słowniku biograficznym działaczy polskiego ruchu robotniczego. Publikował również artykuły, recenzje i doniesienia ze zjazdów oraz dwie publikacje książkowe.  
W jego dorobku przeważa problematyka historyczna. Dodatkowo również znajdą się pozycje poświęcone historii medycyny, książce, prasie czy bibliotekom. 
Był również aktywnym działaczem społeczno-kulturalnym i politycznym. Działał m.in. w Związku Bibliotekarzy i Archiwistów Polskich, współorganizował Katowicki Oddział Polskiego Towarzystwa Historycznego. Był też członkiem Polskiej Zjednoczonej Partii Robotniczej, Towarzystwa Wiedzy Powszechnej, Związku Bojowników o Wolność i Demokrację Polskiego Towarzystwa Historii Medycyny, Towarzystwa Rozwoju Ziem Zachodnich oraz Terenowej Rady Związków Zawodowych. Współpracował ze Śląskim Instytutem Naukowym w Katowicach i Instytutem Śląskim w Opolu, Instytutem Zachodnim w Poznaniu i Wrocławskim Towarzystwem Naukowym. Za aktywną działalność naukową i społeczną wyróżniony został licznymi nagrodami i odznaczeniami m.in.: Krzyżem Kawalerskim Orderu Odrodzenia Polski, Złotym Krzyżem Zasługi, Medalem im. Tytusa Chałubińskiego za zasługi w rozwoju historii medycyny, Pamiątkową Odznaką PCK, Złotą Odznakę Zasłużonemu dla Rozwoju Województwa Katowickiego, Odznakę Towarzystwa Rozwoju Ziem Zachodnich.  
Z dniem 1 IX 1976 przeszedł na emeryturę, pracował jednak do stycznia 1986 w bibliotece Wojewódzkiego Szpitala Chirurgii Urazowej w Piekarach Śląskich. Zmarł w Katowicach 28 czerwca 1987 roku i został pochowany na cmentarzu przy ul. Henryka Sienkiewicza. 